# Sveriges Magi-Arkiv
Sveriges Magi-Arkiv är en ideell verksamhet som sedan 1946 har drivits av Christer Nilsson, en trollkarl i Nyköping. Arkivets målsättning är att dokumentera och samla in all historisk och nutida information om trolleri och trollkarlar i Skandinavien.
Sveriges Magi-Arkiv utökas ständigt, delvis genom egna efterforskningar, men även tack vare donationer av tidningsklipp, affischer, rekvisita etc. av privatpersoner.
Sedan Christer Nilssons död 2022, så har Tom Stone varit redaktör för Magi-Arkivet, medan Sveriges Trollerimuseum sedan 2016 tagit hand om Magi-Arkivets fysiska tillhörigheter.